# Bette Davis
Ruth Elizabeth Davis, mais conhecida como Bette Davis (Lowell, 5 de abril de 1908 — Neuilly-sur-Seine, 6 de outubro de 1989), foi uma atriz estadunidense de cinema, televisão e teatro. Conhecida por sua vontade de interpretar personagens antipáticas, ela era venerada por suas atuações numa variada gama de gêneros cinematográficos; de melodramas policiais, filmes de época e comédias, embora seus maiores sucessos tenham sido romances dramáticos. Ganhadora de dois Oscars, ela foi a primeira atriz a acumular dez indicações.
Depois de aparecer na Broadway, em Nova Iorque, Davis, de 22 anos, mudou-se para Hollywood em 1930. Depois de alguns filmes malsucedidos, ela teve seu sucesso crítico interpretando uma garçonete vulgar em "Escravos do Desejo" (1934) embora, contenciosamente, ela não estivesse entre as três indicadas ao Oscar de melhor atriz naquele ano. No ano seguinte, sua atuação como uma atriz decadente em "Dangerous" (1935) deu a Davis sua primeira indicação, na qual ela ganhou. Em 1937, ela tentou se libertar de seu contrato com a Warner Bros.; embora ela tenha perdido o processo legal, marcou o início de mais de uma década como uma das mais célebres protagonistas do cinema estadunidense. No mesmo ano, ela estrelou "A Mulher Marcada", um filme considerado como um dos mais importantes do início de sua carreira. O retrato de Davis como uma beldade sulista da década de 1850 em "Jezebel" (1938) a fez ganhar um segundo Oscar de melhor atriz, e foi o primeiro de cinco anos consecutivos em que recebeu uma indicação ao prêmio; os outros foram para "Dark Victory" (1939), "A Carta" (1940), "The Little Foxes" (1941) e "A Estranha Passageira" (1942).
Davis era conhecida por seu estilo vigoroso e intenso de atuação e ganhou a reputação de perfeccionista em seu ofício. Ela podia ser combativa e confrontadora com executivos dos estúdios e diretores de cinema, bem como com seus colegas de elenco, esperando deles o mesmo alto padrão de desempenho e comprometimento que esperava de si mesma. Sua maneira direta, fala idiossincrática e cigarro onipresente contribuíram para uma persona pública que muitas vezes foi imitada e satirizada.
Interpretou uma estrela da Broadway em "All About Eve" (1950), que lhe rendeu outra indicação ao Oscar e lhe rendeu o prêmio de melhor atriz, no Festival de Cannes. Sua última indicação ao Oscar foi para "What Ever Happened to Baby Jane?" (1962), que estrelou com sua famosa rival Joan Crawford. Na última fase de sua carreira, seus filmes de maior sucesso foram "Death on the Nile", e "As Baleias de Agosto" (1987). Sua carreira passou por vários períodos de pausa, mas apesar de um longo período de problemas de saúde, ela continuou atuando no cinema e na televisão até pouco antes de sua morte, de câncer de mama, em 1989. Davis admitiu que seu sucesso muitas vezes foi à custa de seus relacionamentos pessoais. Foi casada quatro vezes, divorciou-se três e ficou viúva uma vez, quando seu segundo marido morreu inesperadamente. Criou seus filhos em grande parte sozinha. Sua filha, B. D. Hyman, escreveu um livro de memórias controverso sobre sua infância, "My Mother's Keeper" (1985).
Davis foi a co-fundadora da Hollywood Canteen, um clube de comida, dança e entretenimento para militares durante a Segunda Guerra Mundial, e foi a primeira mulher presidente da Academia de Artes e Ciências Cinematográficas. Ela também foi a primeira mulher a receber um Lifetime Achievement Award ("Prêmio de Contribuição em Vida"), do Instituto Americano de Cinema. Em 1999, Davis ficou em segundo lugar, atrás de Katharine Hepburn, na lista das 50 maiores lendas da era de ouro de Hollywood.
Possui duas estrelas na Calçada da Fama, uma referente ao seu trabalho no cinema e outra referente ao seu trabalho na televisão. Estão localizadas em 6225 Hollywood Boulevard e 6233 Hollywood Boulevard.

## Biografia
Ruth Elizabeth Davis, conhecida desde a infância como "Betty", nasceu em 5 de abril de 1908, em Lowell, Massachusetts, filha de Harlow Morrell Davis (1885–1938), um estudante de direito de Augusta, Maine, e posteriormente um advogado de patentes, e Ruth "Ruthie" Augusta (nascida Favór; 1885–1961), de Tyngsborough, Massachusetts. Sua irmã mais nova, Barbara "Bobby" Harriet, nasceu em 25 de outubro de 1909.
Em 1915, os pais de Davis se separaram e Davis frequentou, por três anos, o internato espartano Crestalban, em Lanesborough, Massachusetts, nos Berkshires. No outono de 1921, sua mãe, Ruth Davis, mudou-se para Nova Iorque, usando o dinheiro das mensalidades de seus filhos para se matricular na Clarence White School of Photography, com um apartamento na 144th Street, na Broadway. Ela então trabalhou como fotógrafa de retratos.
A jovem Bette Davis mais tarde mudou a grafia de seu primeiro nome para "Bette", depois de conhecer "Bette Fischer", uma personagem em "La Cousine Bette" (1846), de Honoré de Balzac. Durante seu tempo em Nova Iorque, Davis se tornou uma escoteira, onde se tornou líder de patrulha. Sua patrulha ganhou um desfile competitivo para a Sra. Herbert Hoover, no Madison Square Garden.
Davis frequentou a Cushing Academy, um internato em Ashburnham, Massachusetts, onde conheceu seu futuro marido, Harmon "Ham" O. Nelson. Em 1926, Davis, então com 18 anos, viu a produção "O Pato Selvagem", de Henrik Ibsen, com Blanche Yurka e Peg Entwistle. Davis lembrou mais tarde: "A razão pela qual eu queria entrar no teatro foi uma atriz chamada Peg Entwistle". Fez um teste de admissão em "Manhattan Civic Repertory", de Eva Le Gallienne, mas foi rejeitada por Le Gallienne, que descreveu sua atitude como "insincera" e "frívola".
Davis fez o teste para a companhia de teatro de George Cukor em Rochester, Nova Iorque; embora ele não tenha ficado muito impressionado, ele deu a Davis seu primeiro trabalho de atuação pago – um período de uma semana fazendo o papel de corista na peça "Broadway". Ed Sikov forneceu o primeiro papel profissional de Davis, em uma produção de 1929 de jogadores de Provincetown, de Virgil Geddes, na peça "The Earth Between"; no entanto, a produção foi adiada por um ano. Em 1929, Davis foi escolhida por Blanche Yurka para interpretar Hedwig, a personagem que ela viu Entwistle interpretar em "O Pato Selvagem". Depois de se apresentar na Filadélfia, Washington e Boston, ela fez sua estreia na Broadway em "Broken Dishes", de 1929, e seguiu com "Solid South".

## Carreira

### 1930–1936: Anos iniciais em Hollywood

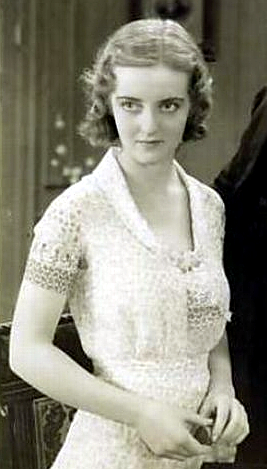
Davis em sua estreia nos filmes, "Bad Sister" (1931).

Em 1930, Davis, de 22 anos, mudou-se para Hollywood para fazer testes de tela para a Universal Studios. Foi inspirada a seguir carreira como atriz de cinema depois de ver Mary Pickford em "Little Lord Fauntleroy" (1921). Davis e sua mãe viajaram de trem para Hollywood. Mais tarde, ela contou sua surpresa por ninguém do estúdio estar lá para conhecê-la. Na verdade, um funcionário do estúdio esperou por ela, mas saiu porque não viu ninguém que se "parecia com uma atriz". Falhou em seu primeiro teste de tela, mas foi usada em vários testes em cenas com outros atores. Em uma entrevista de 1971, com Dick Cavett, ela relatou a experiência com a observação: "Eu era a virgem mais ianque e mais modesta que já andou na Terra. Eles me deitaram em um sofá, e eu testei quinze homens ... Todos eles tiveram que deitar em cima de mim e me dar um beijo apaixonado. Ah, pensei que ia morrer. Apenas pensei que iria morrer". Um segundo teste foi organizado para Davis, para o filme "A House Divided", em 1931. Vestida às pressas com um traje mal ajustado e decote baixo, ela foi rejeitada pelo diretor do filme William Wyler, que comentou em voz alta para a equipe reunida: "O que você acha dessas damas que mostram seus peitos e pensam que podem conseguir empregos?".
Carl Laemmle, o chefe da Universal Studios, considerou encerrar o contrato de Davis, mas o diretor de fotografia Karl Freund disse a ele que ela tinha "olhos adoráveis" e seria adequada para "Bad Sister" (1931), no qual ela posteriormente fez sua estreia no cinema. Seu nervosismo foi agravado quando ela ouviu o chefe de produção, Carl Laemmle Jr., comentar com outro executivo que ela tinha "tanto sex appeal quanto Slim Summerville", uma das co-estrelas do filme. O filme não foi um sucesso, e seu próximo papel em "Seed" (1931) foi muito breve para chamar atenção.
A Universal Studios renovou seu contrato por três meses, e ela apareceu em um pequeno papel em "Waterloo Bridge" (1931), antes de ser emprestada a Columbia Pictures para um papel em "The Menace", e a Capital Films para "Hell's House" (ambos de 1932). Após um ano e seis filmes malsucedidos, Laemmle optou por não renovar seu contrato.
Davis estava se preparando para retornar para Nova Iorque quando o ator George Arliss escolheu Davis para o papel feminino principal no filme "The Man Who Played God" (1932), da Warner Bros., e pelo resto de sua vida, Davis o creditou por ajudá-la a conseguir seu impulso em Hollywood. O Saturday Evening Post escreveu: "Ela não é apenas bonita, mas borbulha de charme", e a comparou a Constance Bennett e Olive Borden. A Warner Bros. assinou um contrato de cinco anos com ela, e ela permaneceu no estúdio pelos próximos 18 anos.

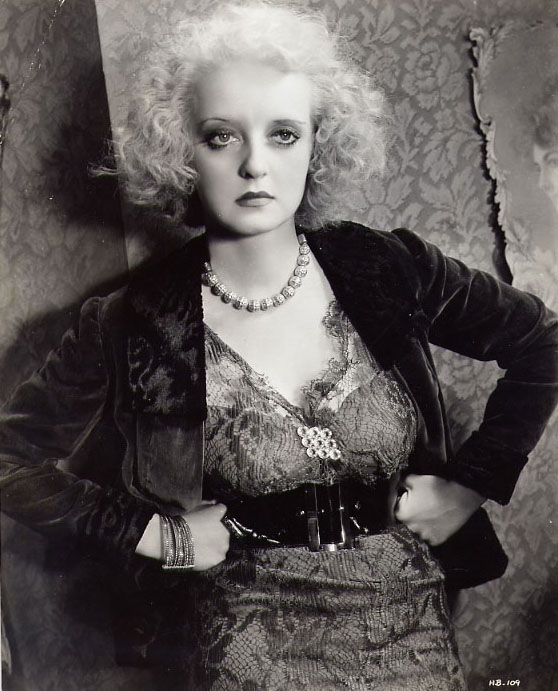
Davis em "Escravos do Desejo" (1934).

Depois de mais de 20 papéis no cinema, o papel da cruel e libertina Mildred Rogers na produção "Escravos do Desejo" (1934), da RKO Radio, uma adaptação cinematográfica do romance de W. Somerset Maugham, deu a Davis sua primeira grande aclamação da crítica. Muitas atrizes temiam interpretar personagens antipáticas, e várias recusavam tais papéis, mas Davis viu isso como uma oportunidade de mostrar o alcance de suas habilidades de atuação. Sua co-estrela, Leslie Howard, foi inicialmente desdenhoso e antipático, mas à medida que as filmagens progrediam, sua atitude mudou e, posteriormente, falou muito bem das habilidades de Davis. O diretor John Cromwell permitiu-lhe relativa liberdade: "Deixei que Bette tomasse suas decisões. Confiei em seus instintos". Ela insistiu em ser retratada de forma realista em sua cena de morte e disse: "Os últimos estágios de consumo, pobreza e negligência não são bonitos, e eu pretendia parecer convincente".
O filme foi um sucesso, e a caracterização de Davis ganhou elogios dos críticos, com Life escrevendo que ela deu "provavelmente o melhor desempenho já registrado na tela por uma atriz estadunidense". Davis antecipou que sua recepção encorajaria a Warner Bros. a escalá-la para papéis mais importantes, e ficou desapontada quando Jack L. Warner se recusou a emprestá-la a Columbia Studios para aparecer em "It Happened One Night"', e em vez disso a escalou no melodrama "Housewife" (ambos de 1934). Quando Davis não foi indicada ao Oscar por "Of Human Bondage", The Hollywood Citizen News questionou a omissão, e Norma Shearer, uma das indicadas naquele ano, juntou-se a uma campanha para ter Davis indicada ao prêmio. Isso levou a um anúncio do presidente da Academia, Howard Estabrook, que disse que, dadas as circunstâncias, "qualquer eleitor ... pode escrever na cédula sua escolha pessoal para os vencedores", permitindo assim, pela única vez na história, a consideração de um candidato não oficialmente nomeado para um prêmio. O alvoroço levou, no entanto, a uma mudança nos procedimentos de votação no ano seguinte, em que as indicações foram determinadas pelos votos de todos os membros elegíveis de um ramo específico, e não por um comitê menor, com resultados tabulados independentemente pela firma de contabilidade Price Waterhouse.
Davis apareceu em "Dangerous" (1935) como uma atriz problemática, e recebeu críticas muito boas. E. Arnot Robertson escreveu no Picture Post:
"Acho que Bette Davis provavelmente teria sido queimada como bruxa se tivesse vivido duzentos ou trezentos anos atrás. Ela dá a curiosa sensação de ser carregada com um poder que não pode encontrar uma saída comum".
The New York Times a saudou como "tornando-se uma das mais interessantes de nossas atrizes de tela". Ela ganhou o Oscar de melhor atriz pelo papel, mas comentou que foi um reconhecimento tardio por "Of Human Bondage", chamando o prêmio de "prêmio de consolação". Pelo resto de sua vida, Davis sustentou que deu à estátua o nome familiar de "Oscar" porque seu traseiro se assemelhava ao de seu marido, cujo nome do meio era Oscar, embora, a Academia de Artes e Ciências Cinematográficas oficialmente faça referência a outra história.
Em seu próximo filme, "A Floresta Petrificada" (1936), Davis co-estrelou ao lado de Leslie Howard e Humphrey Bogart.

#### Caso legal
Convencida de que sua carreira estava sendo prejudicada por uma sucessão de filmes medíocres, Davis aceitou uma oferta em 1936 para aparecer em dois filmes na Grã-Bretanha. Sabendo que estava violando seu contrato com a Warner Bros., ela fugiu para o Canadá para evitar que documentos legais fossem entregues a ela. Eventualmente, Davis levou seu caso ao tribunal na Grã-Bretanha, na esperança de sair de seu contrato. Mais tarde, ela lembrou a declaração de abertura do advogado que representa a Warner Bros., Patrick Hastings, na qual ele instou o tribunal a "chegar à conclusão de que esta é uma jovem travessa e que o que ela quer é mais dinheiro". Ele zombou da descrição de Davis de seu contrato como "escravidão", afirmando, incorretamente, que ela estava recebendo US$ 1 350 por semana. Ele comentou: "Se alguém quiser me colocar em servidão perpétua com base nessa remuneração, eu me prepararei para considerá-la". A imprensa britânica ofereceu pouco apoio a Davis e a retratou como paga em excesso e ingrata.
Davis explicou seu ponto de vista a um jornalista: "Eu sabia que, se continuasse a aparecer em fotos mais medíocres, não teria nenhuma carreira pela qual valesse a pena lutar". Seu advogado apresentou as queixas – que ela poderia ser suspensa sem remuneração por recusar um papel, com o período de suspensão adicionado ao seu contrato, e poderia ser chamada a desempenhar qualquer papel dentro de suas habilidades, independentemente de suas crenças pessoais, sendo obrigada a apoiar um partido político contra suas ideologias, e que sua imagem e semelhança poderiam ser exibidas de qualquer maneira considerada aplicável pelo estúdio. Jack Warner testemunhou, e foi perguntado: "Qualquer papel que você escolha chamar para ela interpretar, se ela acha que pode interpretá-lo, seja desagradável e barato, ela tem que interpretá-lo?". Warner respondeu: "Sim, ela deve interpretá-lo". Davis perdeu o caso, e voltou para Hollywood, endividada e sem renda, para retomar a carreira. Olivia de Havilland montou um caso semelhante em 1943, e venceu.

### 1937–1941: Sucesso com a Warner Bros.

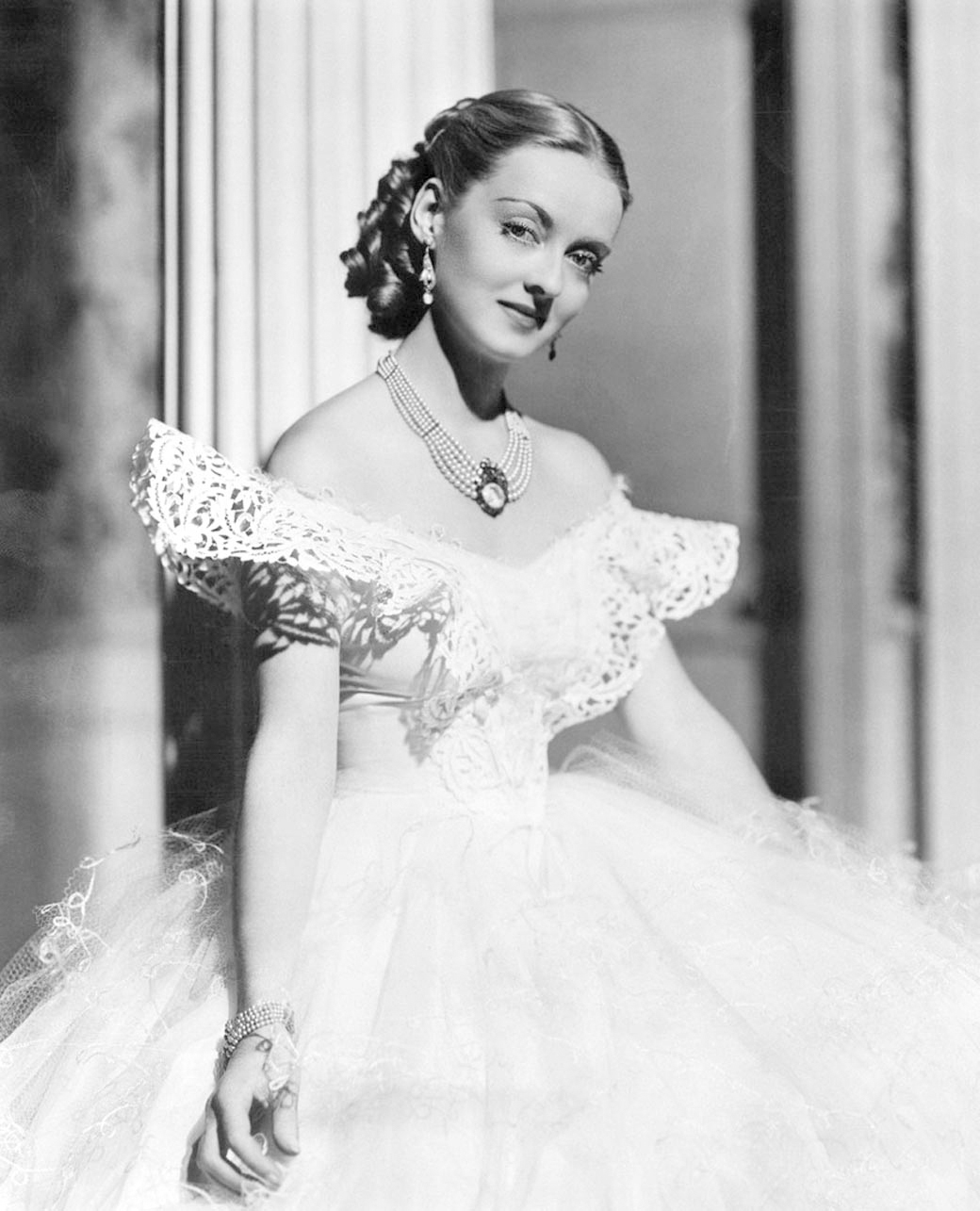
Davis em "Jezebel" (1938).

Davis começou a trabalhar em "A Mulher Marcada" (1937), retratando uma prostituta em um drama contemporâneo de gângsters inspirado no caso de Lucky Luciano. Por sua atuação no filme, ela foi premiada com a Coppa Volpi no Festival de Veneza, em 1937. Seu próximo filme foi "Jezebel" (1938). O filme foi um sucesso, e o desempenho de Davis como uma mimada sulista lhe rendeu um segundo Oscar.
Isso levou a especulações na imprensa de que ela seria escolhida para interpretar Scarlett O'Hara, uma personagem semelhante, em "Gone with the Wind". Davis expressou seu desejo de interpretar Scarlett, e enquanto David O. Selznick estava realizando uma busca pela atriz que interpretaria o papel, uma pesquisa de rádio a nomeou como a favorita do público. Warner ofereceu seus serviços a Selznick como parte de um acordo que também incluía Errol Flynn e Olivia de Havilland, mas Selznick não considerou Davis como adequada e rejeitou a oferta, enquanto Davis não queria Flynn escalado como Rhett Butler. A recém-chegada Vivien Leigh foi escalada como Scarlett O'Hara, e de Havilland conseguiu um papel como Melanie, com ambas sendo indicadas ao Oscar, e Leigh vencendo.
"Jezebel" marcou o início da fase de maior sucesso da carreira de Davis e, nos anos seguintes, ela foi listada no "Top-Ten Money-Making Stars Poll" ("As Dez Estrelas Que Mais Faturam"), no Quigley anual, que foi compilada a partir dos votos de exibidores de filmes nos EUA, baseado nas estrelas que geraram a maior receita nas bilheterias em relação ao ano anterior.

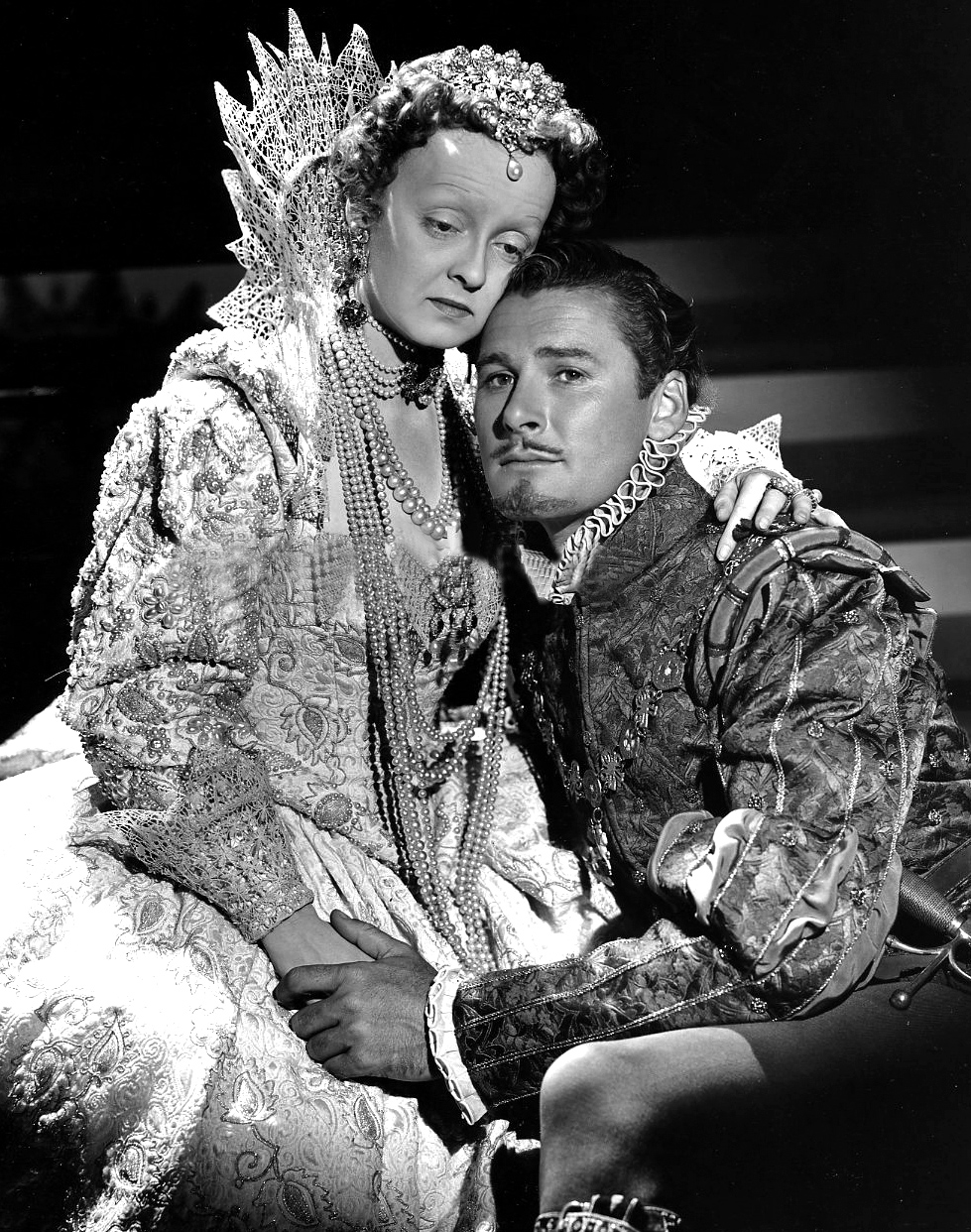
Davis com Errol Flynn em "The Private Lives of Elizabeth and Essex" (1939).

Davis ficou emocionada durante a produção de seu próximo filme, "Dark Victory" (1939), e considerou abandoná-lo até que o produtor Hal B. Wallis a convenceu a canalizar seu desespero em sua atuação. O filme estava entre os filmes de maior bilheteria do ano, e o papel de Judith Traherne lhe rendeu uma nova indicação ao Oscar. Nos últimos anos, Davis citou esse desempenho como seu favorito pessoal.
Ela apareceu em três outros sucessos de bilheteria em 1939: "The Old Maid", com Miriam Hopkins, "Juarez" com Paul Muni, e "The Private Lives of Elizabeth and Essex" com Errol Flynn. O último foi seu primeiro filme colorido, e seu único filme colorido feito no auge de sua carreira. Para interpretar a idosa Elizabeth I da Inglaterra, Davis raspou a linha do cabelo e as sobrancelhas.
Durante as filmagens, ela foi visitada no set pelo ator Charles Laughton. Ela comentou que teve um "nervo" ao interpretar uma mulher de 60 anos, ao que Laughton respondeu: "Nunca não se atreva a se enforcar. Essa é a única maneira de você crescer em sua profissão. Você deve tentar continuamente coisas que acha que estão além de você, ou você entra em uma rotina completa". Recordando o episódio muitos anos depois, Davis comentou que o conselho de Laughton a influenciou ao longo de sua carreira.

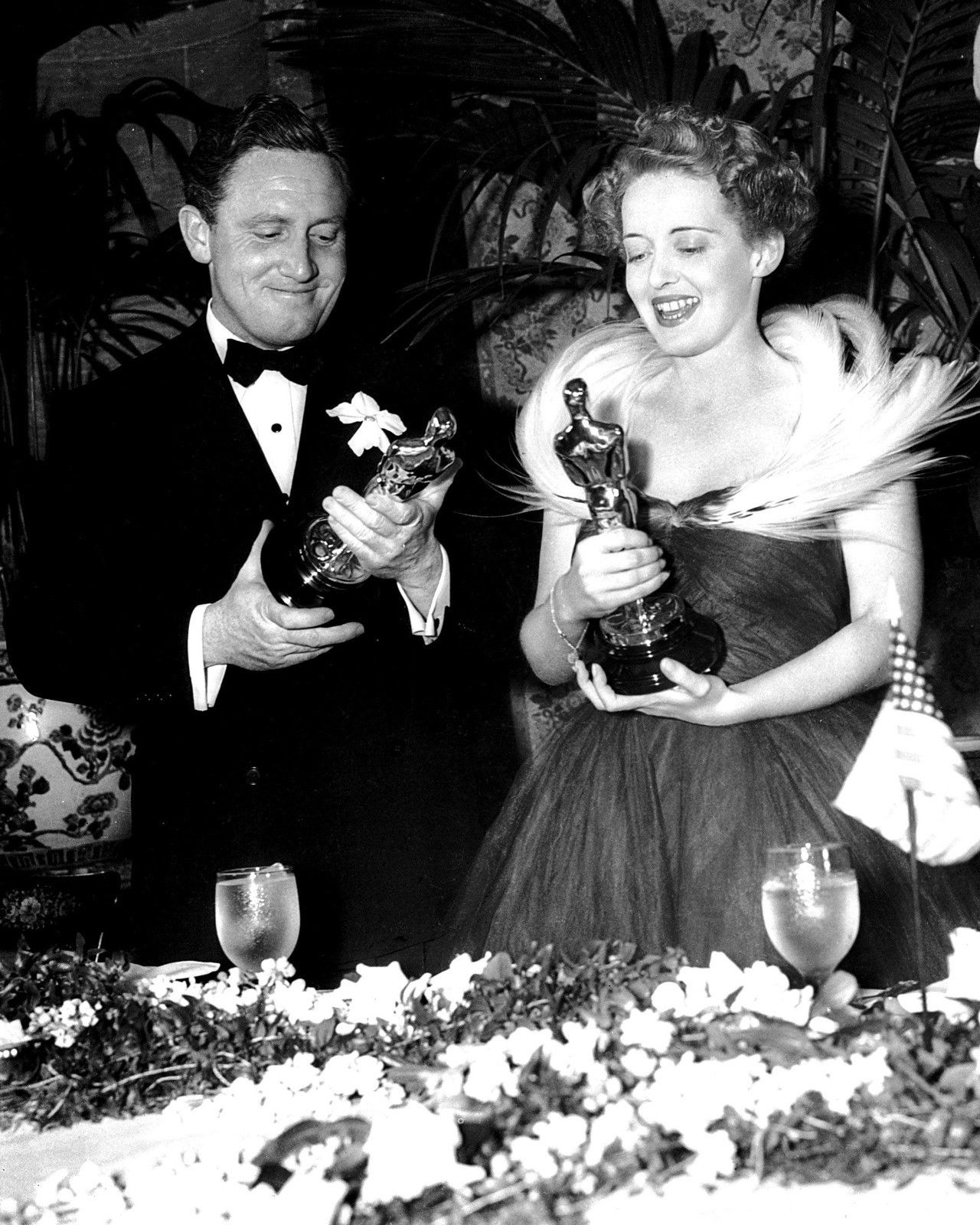
Davis com Spencer Tracy no Oscar de 1939.

A essa altura, Davis era a estrela mais lucrativa da Warner Bros., e recebeu o mais importante de seus papéis principais femininos. Sua imagem foi considerada com mais cuidado, embora ela continuasse a desempenhar seus papéis, ela era frequentemente filmada em close-ups que enfatizavam seus olhos. "All This, and Heaven Too" (1940) foi o filme de maior sucesso financeiro da carreira de Davis até aquele momento. "A Carta" (1940) foi considerada "uma das melhores produções do ano" pelo The Hollywood Reporter, e Davis ganhou admiração por sua interpretação de uma assassina adúltera, um papel originado por Katharine Cornell.

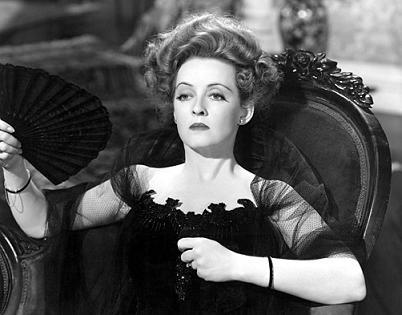
Davis muitas vezes interpretou personagens desagradáveis, como Regina Giddens em "The Little Foxes" (1941).

Em janeiro de 1941, Davis se tornou a primeira mulher presidente da Academia de Artes e Ciências Cinematográficas, mas antagonizou os membros do comitê com seu jeito impetuoso e propostas radicais. Davis rejeitou a ideia de ela ser apenas "uma figura de proa". Diante da desaprovação e resistência do comitê, Davis renunciou e foi sucedida por seu antecessor Walter Wanger.
Davis estrelou três filmes em 1941, sendo o primeiro "The Great Lie", com George Brent. Foi um papel agradavelmente diferente para Davis, já que interpretou uma personagem gentil e simpática.
William Wyler dirigiu Davis pela terceira vez em "The Little Foxes" (1941), de Lillian Hellman, mas eles entraram em conflito sobre a personagem Regina Giddens, um papel originalmente desempenhado na Broadway por Tallulah Bankhead (Davis havia retratado nos filmes um papel iniciado por Bankhead nos palcos uma vez antes – em "Dark Victory"). Wyler encorajou Davis a imitar a interpretação de Bankhead, mas Davis queria fazer o papel de seu próprio jeito. Ela recebeu outra indicação ao Oscar por sua atuação e nunca mais voltou a trabalhar com Wyler.

### 1942–1944: Anos de guerra e tragédias pessoais
Após o ataque a Pearl Harbor, Davis passou os primeiros meses de 1942 vendendo títulos de guerra. Depois que Jack Warner criticou sua tendência de persuadir as multidões a comprar, ela o lembrou de que seu público respondia mais fortemente às suas performances de "vadia". Ela vendeu US$ 2 milhões em títulos em dois dias, bem como uma foto sua em "Jezebel" por US$ 250 000. Também se apresentou para regimentos de pessoas negras, como a única integrante branca de uma trupe de atuação formada por Hattie McDaniel, e que incluía Lena Horne e Ethel Waters.
Por sugestão de John Garfield de abrir um clube de militares em Hollywood, Davis – com a ajuda de Warner, Cary Grant, e Jule Styne – transformou uma velha boate no Hollywood Canteen, que abriu em 3 de outubro de 1942. As estrelas mais importantes de Hollywood se ofereceram para entreter os militares. Davis garantiu que todas as noites, alguns "nomes" importantes estariam lá para os soldados visitantes se encontrarem.
Ela apareceu como ela mesma no filme "Hollywood Canteen" (1944), que usou a cantina como cenário para uma história fictícia. Davis comentou mais tarde: "Há poucas realizações na minha vida das quais estou sinceramente orgulhosa. A Hollywood Canteen é uma delas". Em 1980, recebeu a Medalha de Serviço Civil Distinto, o maior prêmio civil do Departamento de Defesa dos Estados Unidos, por seu trabalho no Hollywood Canteen.

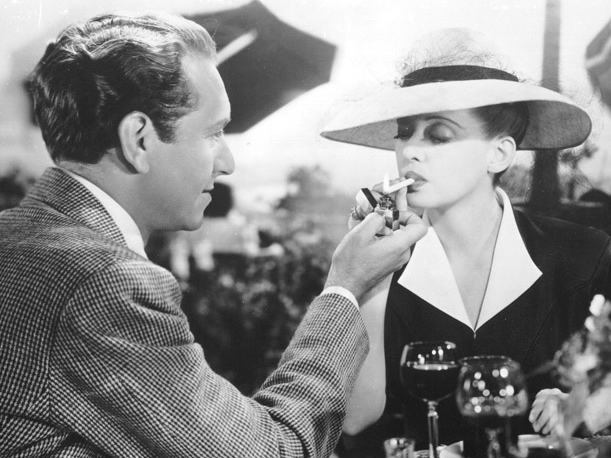
Davis com Paul Henreid em "A Estranha Passageira" (1942), um de seus papéis mais icônicos.

Davis mostrou pouco interesse no filme "A Estranha Passageira" (1942), até que Hal Wallis a aconselhou que o público feminino precisava de dramas românticos para distraí-los da realidade de suas vidas. Tornou-se uma das mais conhecidas de seus "filmes femininos". Em uma das cenas mais imitadas do filme, Paul Henreid acende dois cigarros enquanto olha nos olhos de Davis e passa um para ela. Críticos de cinema elogiaram Davis por sua atuação, com a National Board of Review comentando que ela deu ao filme "uma dignidade não totalmente garantida pelo roteiro".
Durante o início da década de 1940, várias das escolhas cinematográficas de Davis foram influenciadas pela guerra, como "Watch on the Rhine" (1943), de Lillian Hellman, e "Thank Your Lucky Stars" (1943), um musical repleto de artistas, com cada um deles doando suas taxas para o Hollywood Canteen. Davis cantou uma música inédita, "They're Either Too Young or Too Old", que se tornou um disco de sucesso após o lançamento do filme.
"Old Acquaintance" (1943), reuniu-a com Miriam Hopkins em uma história de duas velhas amigas que lidam com tensões criadas quando uma delas se torna uma romancista de sucesso. Davis sentiu que Hopkins tentou ofuscá-la ao longo do filme. O diretor Vincent Sherman relembrou a intensa competição e animosidade entre as duas atrizes, e Davis muitas vezes brincou que ela não escondeu nada numa cena em que ela foi obrigada a sacudir Hopkins em um ataque de raiva.
Em agosto de 1943, o marido de Davis, Arthur Farnsworth, desmaiou enquanto caminhava por uma rua de Hollywood e morreu dois dias depois. Uma autópsia revelou que sua queda foi causada por uma fratura no crânio que ele havia sofrido duas semanas antes. Davis testemunhou perante um inquérito que não sabia de nenhum evento que pudesse ter causado a lesão. Chegou-se a um achado de morte acidental. Altamente perturbada, Davis tentou se retirar de seu próximo filme "Mr.  Skeffington" (1944), mas Jack Warner, que havia interrompido a produção após a morte de Farnsworth, a convenceu a continuar.
Embora ela tenha ganhado a reputação de ser direta e exigente, seu comportamento durante as filmagens de "Mr. Skeffington" era errático e fora do personagem. Ela alienou Vincent Sherman, recusando-se a filmar certas cenas e insistindo que alguns cenários fossem reconstruídos. Improvisou diálogos, causando confusão entre outros atores, e enfureceu o escritor Julius Epstein, que foi chamado para reescrever cenas a seu capricho. Davis mais tarde explicou suas ações com a observação: "Quando eu estava mais infeliz, eu atacava em vez de lamentar". Alguns críticos criticaram Davis pelo excesso de desempenho; James Agee escreveu que ela "demonstra os horrores do egocentrismo em uma escala maratona".

### 1945–1949: Contratempos profissionais

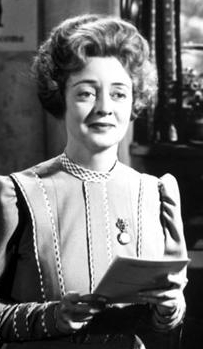
Davis em "The Corn Is Green" (1945).

Davis recusou o papel de Mildred Pierce em "Alma em Suplício" (1945), um papel que fez Joan Crawford ganhar o Oscar de melhor atriz, e em vez disso fez "The Corn Is Green" (1945), baseado em uma peça teatral de Emlyn Williams.
Em "The Corn Is Green" Davis interpretou Lilly Moffat, uma professora de inglês que salva um jovem mineiro galês (John Dall) de uma vida nas minas de carvão, oferecendo-lhe educação. O papel foi interpretado no teatro por Ethel Barrymore (que tinha 61 anos na estreia da peça), mas a Warner Bros. achou que a versão cinematográfica deveria retratar a personagem como uma mulher mais jovem. Davis discordou e insistiu em fazer o papel como estava escrito, então usou uma peruca grisalha e enchimentos sob as roupas que adicionavam 14 kg ao seu corpo, tudo para recriar a aparência original da personagem. O filme foi bem recebido pela crítica e teve um lucro de US$ 3,6 milhões. O crítico E. Arnot Robertson observou:
"Apenas Bette Davis ... poderia ter combatido com tanto sucesso a óbvia intenção dos adaptadores da peça de fazer do sexo frustrado a mola propulsora do interesse da personagem principal pelo jovem mineiro".
Ela concluiu que "a sutil interpretação que ela insistia em dar" mantinha o foco na "pura alegria da professora em transmitir conhecimento".
Seu próximo filme, "Uma Vida Roubada" (1946), foi o único em que Davis fez com sua própria produtora, BD Productions. Davis desempenhou papéis duplos, como gêmeas. O filme recebeu críticas ruins e foi descrito por Bosley Crowther como "uma peça dolorosamente vazia"; mas, com um lucro de US$ 2,5 milhões, foi um de seus maiores sucessos de bilheteria. Em 1947, o U.S. Treasury nomeou Davis como a mulher mais bem paga do país, com sua parte do lucro do filme representando a maior parte de seus ganhos. Seu próximo filme foi "Deception" (1946), o primeiro de seus trabalhos a perder dinheiro.
"Possessed" (1947) tinha sido feito sob medida para Davis, e seria seu próximo projeto depois de "Deception". No entanto, ela estava grávida e entrou em licença de maternidade. Joan Crawford, então, desempenhou seu papel e foi indicada ao Oscar de melhor atriz. Após dar a luz em 1947, Davis escreveu em seu livro de memórias que ficou absorvida pela maternidade e considerou encerrar sua carreira. Como continuou fazendo filmes, no entanto, seu relacionamento com sua filha começou a se deteriorar, e sua popularidade com o público diminuiu constantemente.
Entre os papéis oferecidos a Davis após seu retorno ao cinema estava Rose Sayer em "The African Queen" (1951). Quando informado de que o filme seria filmado na África, Davis recusou o papel, dizendo a Jack Warner: "Se você não pode filmar em um barco nos fundos, então não estou interessada". Katharine Hepburn interpretou o papel e foi indicada ao Oscar de melhor atriz.
Foi oferecido a Davis um papel em uma versão cinematográfica do drama prisional de "Women Without Men", de Virginia Kellogg. Originalmente destinado a escalar Bette ao lado de Joan Crawford, Davis deixou claro que ela não apareceria em nenhum "filme de sapatão". Foi filmado como "Caged" (1950), e os papéis principais foram interpretados por Eleanor Parker (que foi indicada ao Oscar de melhor atriz) e Agnes Moorehead.

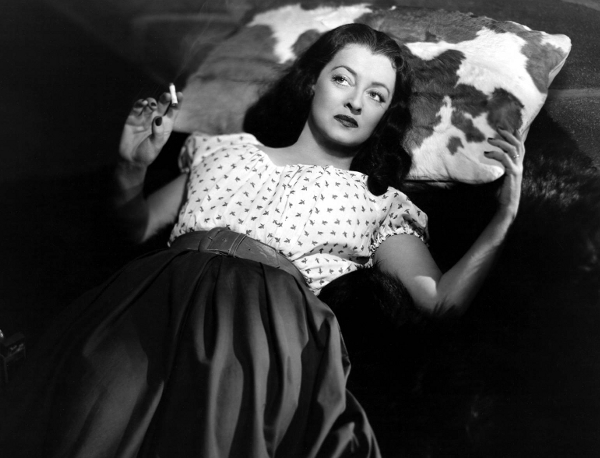
"A Filha de Satanás" (1949) foi o último filme que Davis fez para a Warner Bros. depois de 17 anos no estúdio.

Em 1948, Davis foi escalada para o melodrama "Winter Meeting". Embora estivesse inicialmente entusiasmada, ela logo soube que a Warner havia providenciado uma iluminação "mais suave" para ser usada para disfarçar sua idade. Ela lembrou que tinha visto a mesma técnica de iluminação "nos sets de Ruth Chatterton e Kay Francis, e eu sabia o que significavam". Para aumentar sua decepção, Davis não estava confiante com as habilidades de seu protagonista, James Davis, em seu primeiro grande papel na tela. Ela discordou das mudanças feitas no roteiro por causa de restrições de censura e descobriu que muitos dos aspectos do papel que inicialmente a atraíam haviam sido cortados. O filme foi descrito por Bosley Crowther como "interminável", e ele observou que "de todos os dilemas miseráveis em que Srta. Davis esteve envolvida ... este é provavelmente o pior". O filme falhou nas bilheterias e o estúdio perdeu quase US$ 1 milhão.
Enquanto fazia "June Bride" (1948), Davis entrou em conflito com a co-estrela Robert Montgomery, depois descrevendo-o como "uma versão masculina de Miriam Hopkins ... um excelente ator, mas viciado em roubar cenas". O filme marcou sua primeira comédia em vários anos e lhe rendeu algumas críticas positivas, mas não foi particularmente popular com o público e retornou apenas um lucro menor do esperado.
Apesar das fracas receitas de bilheteria de seus filmes mais recentes, em 1949, ela negociou um contrato de quatro filmes com a Warner Bros. que a pagava US$ 10.285 por semana e a tornou, novamente, a mulher mais bem paga dos Estados Unidos. No entanto, Jack Warner recusou-se a permitir a aprovação do roteiro e a colocou em "Beyond the Forest" (1949). Davis supostamente detestou o roteiro e implorou à Warner para reformular o papel, mas ele recusou. Depois que o filme foi concluído, seu pedido para ser liberada de seu contrato foi atendido.
As críticas ao filme foram contundentes. Dorothy Manners, escrevendo para o Los Angeles Examiner, descreveu o filme como "um final infeliz para sua brilhante carreira". Hedda Hopper escreveu: "Se Bette tivesse deliberadamente decidido arruinar sua carreira, ela não poderia ter escolhido um veículo mais apropriado". O filme continha a fala "What a dump!", que se tornou intimamente associada a Davis depois de ser referenciada em "Who's Afraid of Virginia Woolf?" (1962), de Edward Albee, no qual os atores começaram a usá-la em seus atos. Arthur Blake era um famoso transformista da era pós-Segunda Guerra Mundial, que era particularmente conhecido por suas performances como Bette Davis; notavelmente personificando-a no filme "Diplomatic Courier" (1952).

### 1949–1960: Início de uma carreira freelancer

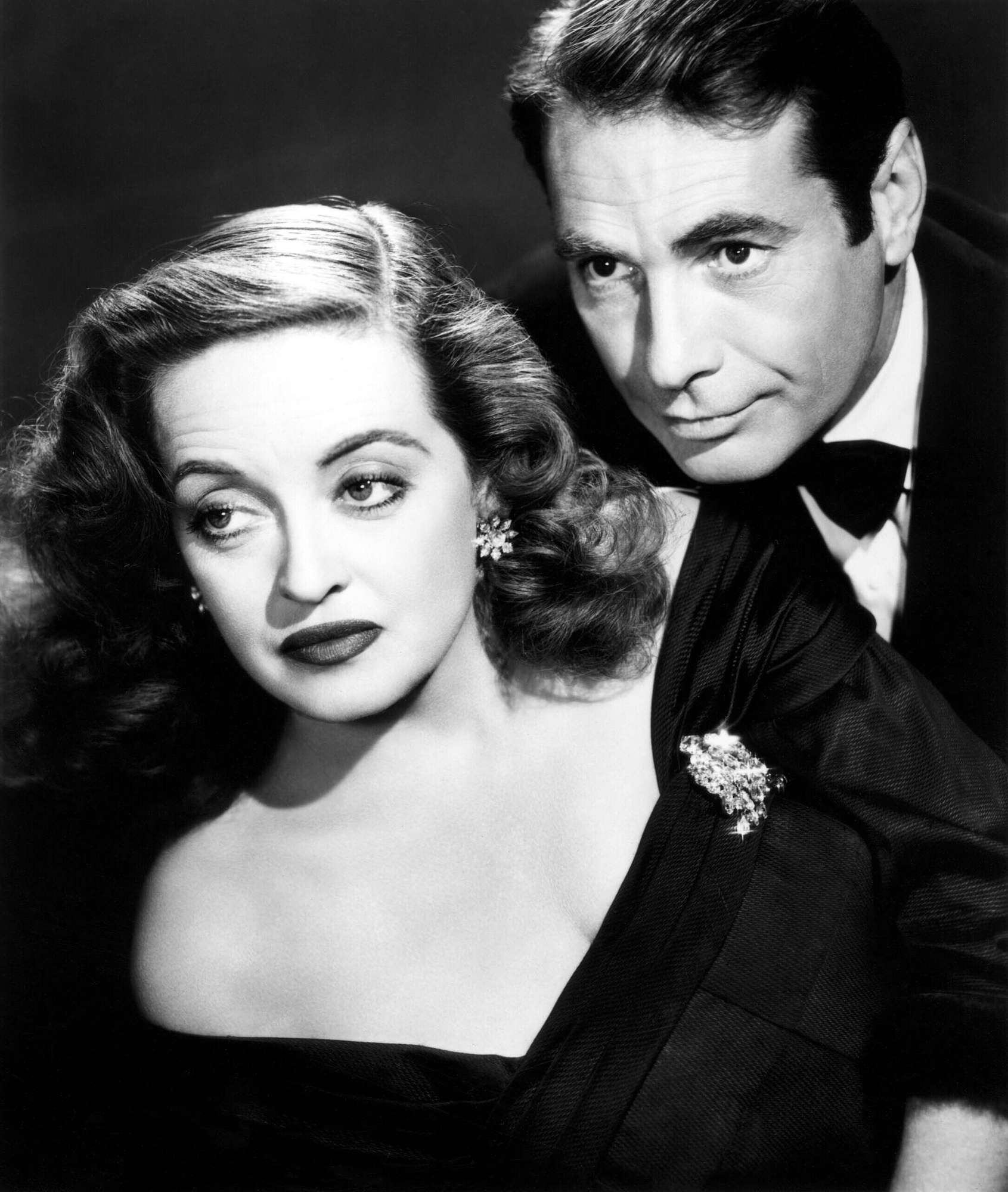
Davis como Margo Channing em foto promocional para "All About Eve" (1950), ao lado de Gary Merrill, com quem foi casada de 1950 a 1960 (seu quarto e último marido).

Davis filmou "The Story of a Divorce" (lançado pela RKO Radio Pictures em 1951 como "Payment on Demand"). Pouco antes da conclusão das filmagens, o produtor Darryl F. Zanuck ofereceu-lhe o papel da atriz teatral envelhecida Margo Channing em "All About Eve" (1950). Davis leu o roteiro, descreveu-o como o melhor que já havia lido e aceitou o papel. Em poucos dias, ela se juntou ao elenco em São Francisco para começar a filmar. Durante a produção, ela estabeleceu o que se tornou uma amizade ao longo da vida com sua co-estrela Anne Baxter e um relacionamento romântico com o protagonista Gary Merrill, que levou ao casamento. Joseph L. Mankiewicz, o diretor do filme, mais tarde comentou: "Bette era a letra perfeita. Era a sílaba perfeita. O sonho de diretor: a atriz preparada".
Os críticos responderam positivamente ao desempenho de Davis, e várias de suas falas se tornaram conhecidas, particularmente: "Fasten your seat belts, it's going to be a bumpy night" ("Aperte os cintos, vai ser uma noite turbulenta"). Foi novamente indicada ao Oscar, e críticos como Gene Ringgold descreveram sua Margo como seu "melhor desempenho de todos os tempos". Pauline Kael escreveu que grande parte da visão de Mankiewicz do "teatro" era "absurdo", mas elogiou Davis, escrevendo "[o filme é] salvo por uma performance que é a coisa real: Bette Davis está em sua fase mais instintiva e segura. A atriz – vaidosa, assustada, uma mulher que vai longe demais em suas reações e emoções – faz a coisa toda ganhar vida".
Davis ganhou o prêmio de melhor atriz do Festival de Cannes, e o Prêmio da Associação de Críticos de Nova Iorque. Também recebeu o Prêmio de San Francisco Film Critics Circle de melhor atriz, tendo sido nomeada pelos mesmos como a "pior atriz de 1949" por "Beyond the Forest". Durante este tempo, ela foi convidada a deixar as impressões de suas mãos no pátio do Teatro Chinês de Grauman.
Após uma semi-aposentadoria em meados da década de 1950, Davis novamente estrelou vários filmes durante seu tempo no Maine, incluindo "The Virgin Queen" (1955), no qual ela interpretou a Rainha Elizabeth I.
A família viajou para a Inglaterra, onde Davis e seu marido Gary Merrill estrelaram o filme de mistério e assassinato "Another Man's Poison" (1951). Quando recebeu críticas mistas e fracassou nas bilheterias, os colunistas de Hollywood escreveram que o retorno de Davis havia se esgotado e uma indicação ao Oscar por "The Star" (1952) não interrompeu seu declínio nas bilheterias.
Em 1952, Davis apareceu em "Two's Company", na Broadway, dirigido por Jules Dassin. Ela se sentia desconfortável trabalhando fora de sua área de especialização; nunca havia sido uma artista musical, e sua experiência limitada no teatro havia acontecido há mais de 20 anos antes. Davis também estava gravemente doente e foi operada por osteomielite da mandíbula.
Poucos dos filmes de Davis da década de 1950 foram bem-sucedidos, e muitas de suas performances foram condenadas pela crítica. The Hollywood Reporter escreveu sobre maneirismos "que você esperaria encontrar em uma personificação de boate de [Davis]", enquanto o crítico londrino Richard Winninger escreveu:
"Srta. Davis, com mais voz do que a maioria das estrelas sobre quais filmes ela faz, parece ter caído no egoísmo. O critério para sua escolha de filmes parece ser que nada deve competir com a exibição completa de cada faceta da arte de Davis. Apenas filmes ruins são bons o suficiente para ela".
Seus filmes desse período incluíam "Storm Center" e "The Catered Affair", ambos de 1956. À medida que sua carreira declinou, seu casamento continuou a se deteriorar até que ela pediu o divórcio em 1960. No ano seguinte, sua mãe morreu. Ao mesmo tempo, ela tentou a televisão, aparecendo em três episódios do faroeste popular da NBC "Wagon Train" como três personagens diferentes em 1959 e 1961; sua primeira aparição na TV foi ao ar em 25 de fevereiro de 1956, em "General Electric Theatre".
Em 1960, Davis, uma democrata registrada, apareceu na Convenção Nacional Democrata de 1960, em Los Angeles, onde conheceu o futuro presidente John F. Kennedy, que ela admirava fortemente. Fora da atuação e da política, Davis era uma anglicana ativa e praticante.

### 1961–1970: Sucesso renovado

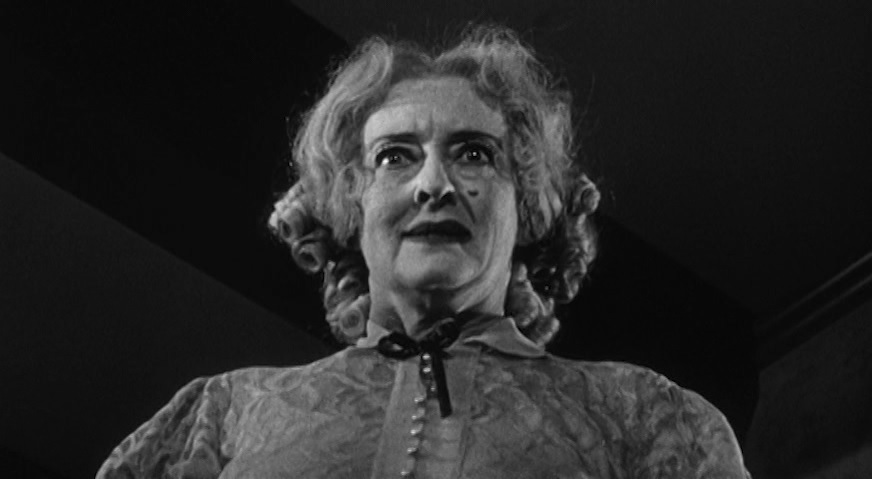
Davis recebeu sua última indicação ao Oscar por seu papel como a desequilibrada "Baby Jane" Hudson em "What Ever Happened to Baby Jane?" (1962).

Em 1961, Davis estreou na produção da Broadway "The Night of the Iguana" com críticas principalmente medíocres, e deixou a produção após quatro meses devido a "doença crônica". Então se juntou a Glenn Ford e Hope Lange no filme "Pocketful of Miracles" (1961), de Frank Capra, uma refilmagem de "Lady for a Day" (1933), dirigido também por Capra, e baseado em uma história de Damon Runyon. Os expositores protestaram contra sua escalação, pois consideraram que isso afetaria negativamente o desempenho financeiro do filme e, apesar da aparição de Ford, o filme realmente falhou nas bilheterias.
Ela aceitou seu próximo papel no filme de terror gótico "What Ever Happened to Baby Jane?" (1962) depois que Joan Crawford mostrou interesse no roteiro e considerou Davis para o papel de Baby Jane. Davis acreditava que poderia atrair o mesmo público que recentemente fez do filme "Psycho" (1960), de Alfred Hitchcock, um sucesso. Ela negociou um acordo que lhe pagaria 10% dos lucros brutos mundiais, além de seu salário. O filme se tornou um dos grandes sucessos do ano.
Davis e Crawford interpretaram duas irmãs idosas, ex-atrizes forçadas pelas circunstâncias a dividir uma mansão decadente em Hollywood. O diretor, Robert Aldrich, explicou que Davis e Crawford estavam cientes de quão importante o filme era para suas respectivas carreiras e comentou: "É correto dizer que elas realmente se detestavam, mas elas se comportaram absolutamente perfeitamente".
Depois que as filmagens foram concluídas, seus comentários públicos uma contra a outra permitiram que a tensão se transformasse em uma briga para toda a vida. Quando Davis foi indicada ao Oscar, Crawford entrou em contato com as outras indicadas melhor atriz (que não puderam comparecer às cerimônias) e se ofereceu para aceitar o prêmio em seu nome, caso ganhassem. Quando Anne Bancroft foi anunciada como vencedora, Crawford aceitou o prêmio em seu nome. Apesar de não se gostarem, Davis e Crawford falaram muito bem do talento uma da outra na atuação. Crawford disse que Davis era uma "atriz fascinante", mas elas nunca foram capazes de se tornar amigas, pois só trabalharam juntas em um filme. Davis também disse que Crawford era uma atriz boa e profissional, mas se importava muito com sua aparência e sua vaidade. A rivalidade delas acabou se transformando na série limitada "Feud: Bette and Joan" (2017), de Ryan Murphy.
Davis também recebeu sua única indicação ao BAFTA por essa performance. Sua filha Barbara (creditada como B.D. Merrill) desempenhou um pequeno papel no filme, e quando ela e Davis visitaram o Festival de Cannes para promovê-lo, Barbara conheceu Jeremy Hyman, um executivo da Seven Arts Productions. Após um curto namoro, ela se casou com Hyman aos 16 anos, com a permissão de Davis.

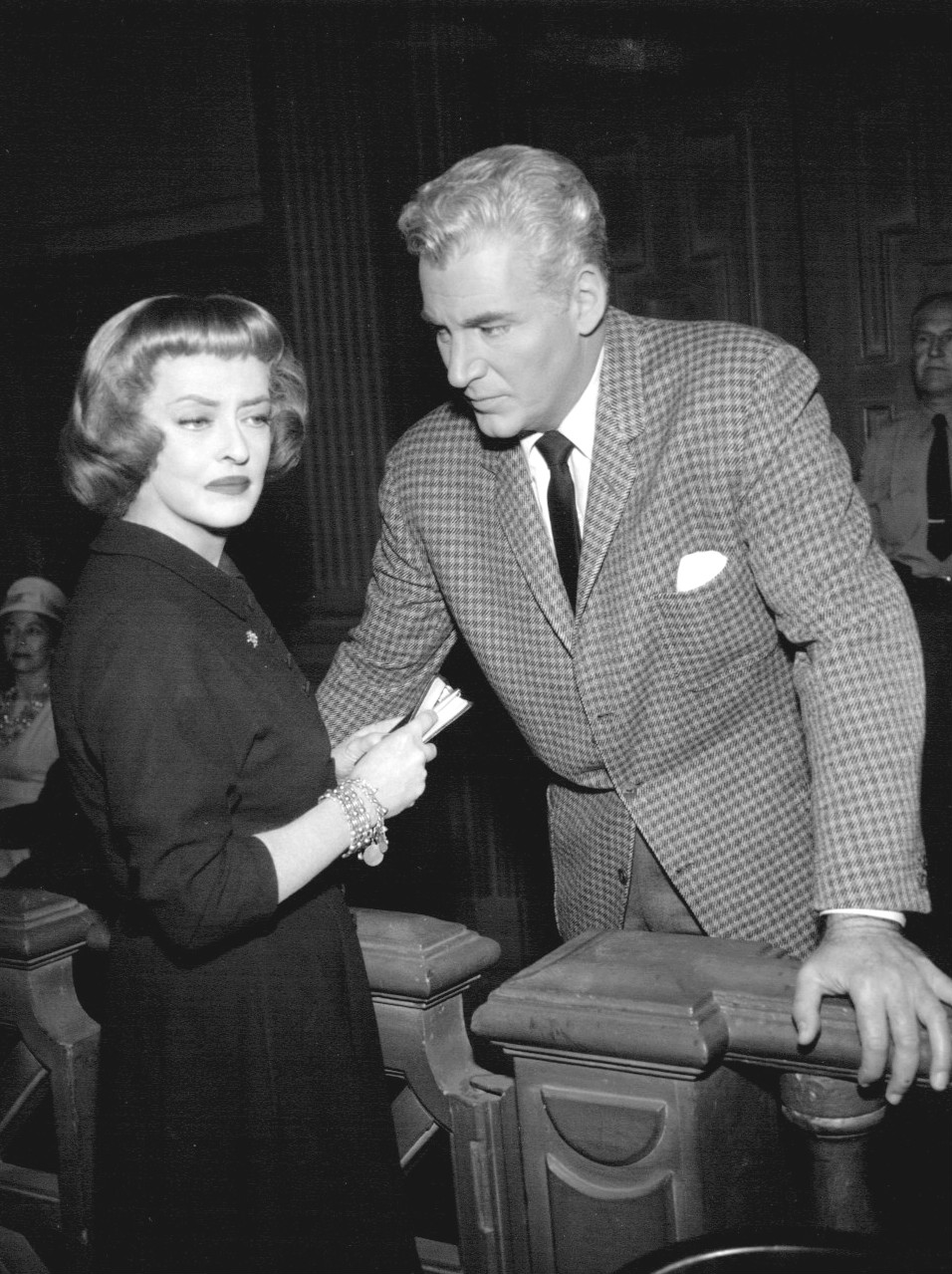
Davis e William Hopper na série "Perry Mason", episódio: "The Case of Constant Doyle" 1963.

Em outubro de 1962, foi anunciado que quatro episódios da série "Perry Mason", da CBS apresentaria estrelas convidadas especiais que cobririam Raymond Burr durante sua convalescença de cirurgia. Fã da série, Davis foi a primeira das estrelas convidadas. O episódio "The Case of Constant Doyle" começou a ser filmado em 12 de dezembro de 1962, e foi ao ar em 31 de janeiro de 1963.
Em 1962, Davis apareceu como Celia Miller no faroeste da TV "The Virginian", no episódio "The Accomplice".
Em setembro de 1962, Davis colocou um anúncio na Variety sob o título de "Situações procuradas – mulheres artistas", que dizia: "Mãe de três – 10, 11 e 15 – divorciada. Americana. Trinta anos de experiência como atriz em filmes. Ainda móvel, e mais afável do que os rumores diziam. Quer um emprego estável em Hollywood (Teve Broadway)". Davis disse que foi uma piada, e ela sustentou seu retorno ao longo de vários anos.
"Dead Ringer" (1964) foi um drama criminal em que ela interpretou irmãs gêmeas. O filme foi uma adaptação estadunidense do filme mexicano "La otra", estrelando Dolores del Río. "Where Love Has Gone" (1964) foi um drama baseado em um romance de Harold Robbins. Davis interpretou a mãe de Susan Hayward, mas as filmagens foram prejudicadas por discussões acaloradas entre as duas atrizes.
"Com a Maldade na Alma" (1964) foi a continuação de Robert Aldrich para "What Ever Happened to Baby Jane?". Aldrich planejava reunir novamente Davis e Crawford, mas a última largou o filme supostamente devido a uma doença logo após o início das filmagens. Foi substituída por Olivia de Havilland. O filme foi um sucesso considerável e trouxe uma atenção renovada ao seu elenco veterano, que incluiu Joseph Cotten, Mary Astor, Agnes Moorehead, e Cecil Kellaway.
No ano seguinte, Davis foi escalada para o papel principal na comédia "The Decorator", de Aaron Spelling. Um episódio piloto foi filmado, mas não foi exibido, e o projeto foi encerrado. No final da década, Davis apareceu nos filmes britânicos "The Nanny", "The Anniversary" (1968), e "Connecting Rooms" (1970). Nenhum dos quais foi bem avaliado, o que fez sua carreira novamente parar.

### 1971–1983: Carreira posterior
No início dos anos 1970, Davis foi convidada a aparecer em Nova Iorque em uma apresentação de palco intitulada "Great Ladies of the American Cinema". Ao longo de cinco noites consecutivas, uma estrela feminina diferente discutiu sua carreira e respondeu a perguntas do público; Myrna Loy, Rosalind Russell, Lana Turner, Sylvia Sidney, e Joan Crawford foram as outras participantes. Davis foi bem recebida e foi convidada a fazer uma turnê pela Austrália com o tema semelhante "Bette Davis in Person and on Film"; seu sucesso permitiu que ela levasse a produção para o Reino Unido.
Em 1972, Davis desempenhou o papel principal em dois filmes de televisão que foram concebidos como pilotos para as próximas séries da ABC e da NBC, "Madame Sin", com Robert Wagner, e "The Judge and Jake Wyler", com Doug McClure e Joan Van Ark, mas em cada caso, a rede decidiu não produzir uma série.
Ela apareceu na produção teatral "Miss Moffat", uma adaptação musical de seu filme "The Corn Is Green", mas depois que o show foi mal-avaliado pelos críticos da Filadélfia durante sua pré-Broadway, ela citou uma lesão nas costas, e abandonou o show, que fechou imediatamente.
Ela desempenhou papéis coadjuvantes em "Lo Scopone scientifico" (1972), de Luigi Comencini, com Joseph Cotten e os atores italianos Alberto Sordi e Silvana Mangano, o filme de Dan Curtis "Burnt Offerings", e "The Disappearance of Aimee" (ambos de 1976), mas entrou em conflito com Karen Black e Faye Dunaway, as estrelas das duas últimas produções respectivas, porque ela sentiu que nenhuma delas lhe estendeu um grau apropriado de respeito e que o comportamento delas nos sets de filmagem não era profissional.

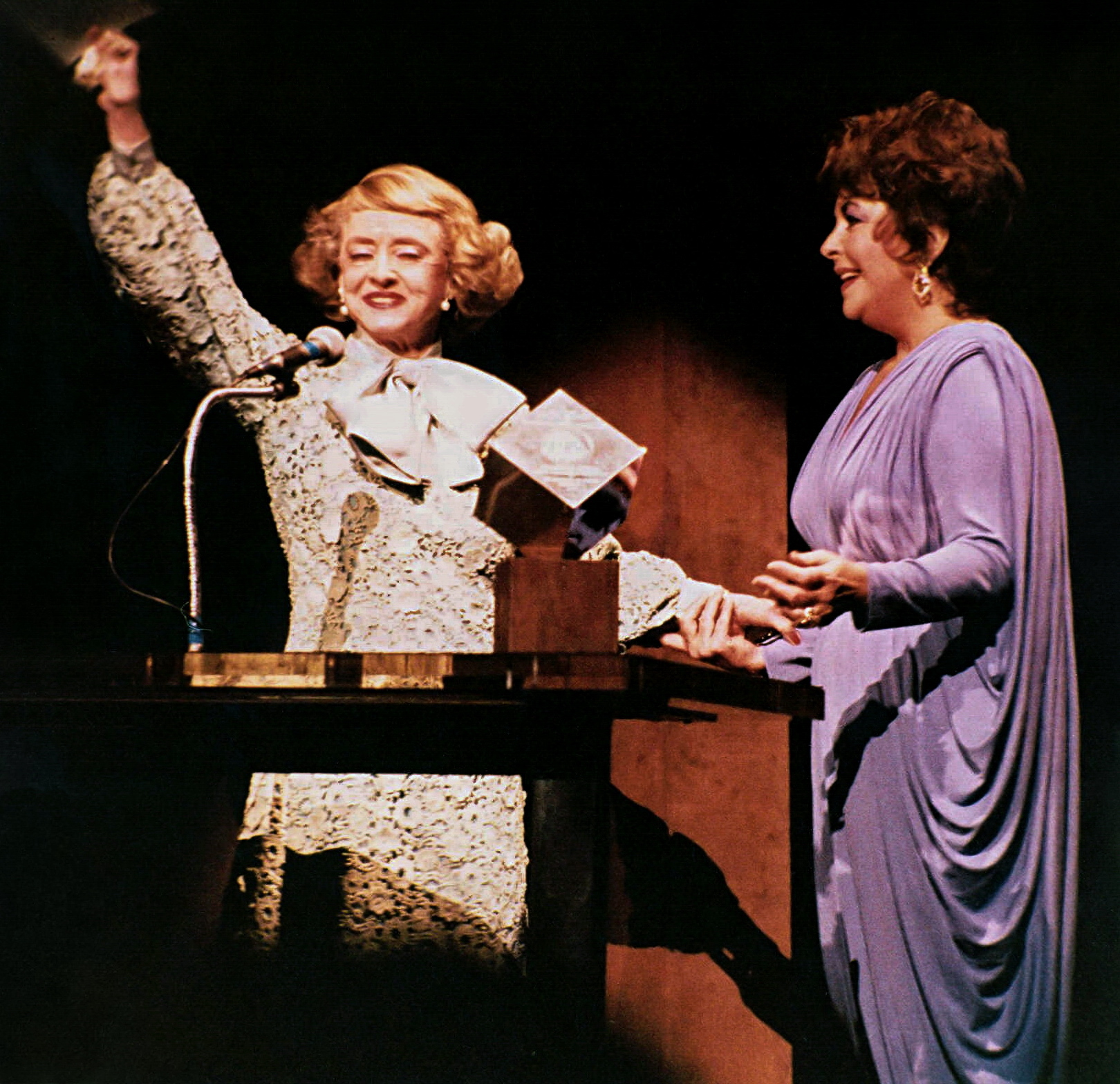
Davis (esquerda) e Elizabeth Taylor no final de 1981 durante um show celebrando a vida de Davis.

Em 1977, Davis se tornou a primeira mulher a receber o Prêmio de Contribuição em Vida do Instituto Americano de Cinema. O evento televisionado incluiu comentários de vários colegas de Davis, incluindo William Wyler, que brincou dizendo que, dada a chance, Davis ainda gostaria de refilmar uma cena de "The Letter", e Davis assentiu. Jane Fonda, Henry Fonda, Natalie Wood, e Olivia de Havilland estavam entre os artistas que prestaram homenagem, com de Havilland comentando que Davis "conseguiu os papéis que eu sempre quis".
Após a transmissão, ela se viu novamente em demanda, muitas vezes tendo que escolher entre várias ofertas. Aceitou papéis na minissérie de televisão "The Dark Secret of Harvest Home" (1978) e no filme teatral "Death on the Nile" (1978), um mistério de assassinato de Agatha Christie. A maior parte de seu trabalho restante foi para a televisão. Ganhou um Emmy por "Strangers: The Story of a Mother and Daughter" (1979), com Gena Rowlands, e foi indicada por suas performances em "White Mama" (1980), e "Little Gloria... Happy at Last" (1982). Também desempenhou papéis coadjuvantes nos filmes da Disney "Return from Witch Mountain" (1978) e "The Watcher in the Woods" (1980).
O nome de Davis tornou-se conhecido por um público mais jovem quando a música "Bette Davis Eyes", de Kim Carnes (escrita por Donna Weiss e Jackie DeShannon), se tornou um sucesso mundial e o disco mais vendido de 1981 nos EUA, onde ficou em primeiro lugar nas paradas musicais por mais de dois meses. O neto de Davis ficou impressionado por ela ter sido tema de uma música de sucesso e Davis considerou isso um elogio, escrevendo tanto para Carnes quanto para os compositores, e aceitando o presente de discos de ouro e platina de Carnes, pendurando-os em sua parede.
Ela continuou atuando para a televisão, aparecendo em "Family Reunion" (1981), com seu neto J. Ashley Hyman, "A Piano for Mrs. Cimino" (1982), e "Right of Way" (1983), de 1983, com James Stewart. Em 1983, recebeu o prêmio Women in Film Crystal Award.

### 1983–1989: Homenagens e trabalhos finais
Em 1983, depois de filmar o episódio piloto da série de televisão "Hotel", Davis foi diagnosticada com câncer de mama e passou por uma mastectomia.

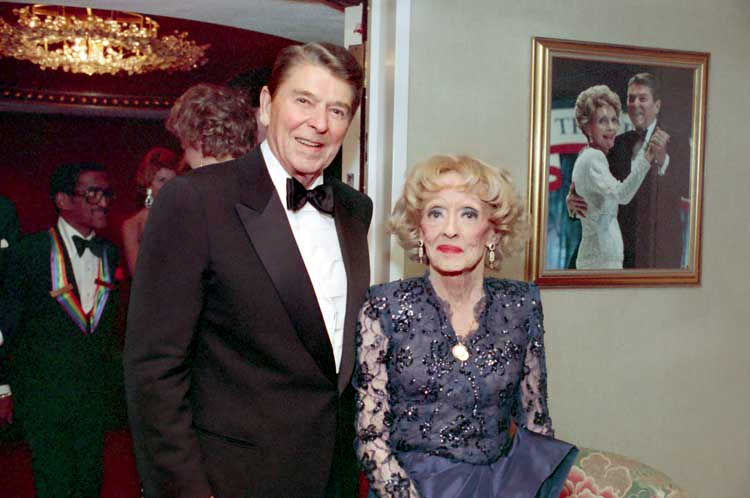
Davis com o presidente Ronald Reagan em 1987 (sua co-estrela em "Dark Victory", de 1939), dois anos antes de sua morte.

Davis apareceu no telefilme "As Summers Die" (1986), e no filme "As Baleias de Agosto" (1987), de Lindsay Anderson, no qual ela interpretou a irmã cega de Lillian Gish. Embora com problemas de saúde na época, Davis memorizou suas próprias falas e as de todos os outros atores, como sempre fez. O filme recebeu boas críticas, com um crítico escrevendo: "Bette rasteja pela tela como uma velha vespa irritada em uma vidraça, rosnando, cambaleando, se contorcendo - uma sinfonia de sinapses erradas". Davis tornou-se uma homenageada dos Prêmios Kennedy por sua contribuição para filmes em 1987.
Sua última performance foi o papel-título em "Wicked Stepmother" (1989), de Larry Cohen. A essa altura, sua saúde estava falhando e, após desentendimentos com Cohen, ela abandonou o set. O roteiro foi reescrito para dar mais ênfase ao personagem de Barbara Carrera, e a versão reformulada foi lançada após a morte de Davis.
Depois de abandonar "Wicked Stepmother" e não receber mais ofertas de filmes (embora ela estivesse interessada em interpretar a centenária em "The Turn of the Century", de Craig Calman, e trabalhou com ele na adaptação da peça teatral para um longa-metragem), Davis apareceu em vários talk-shows, e foi entrevistada por Johnny Carson, Joan Rivers, Larry King, e David Letterman, discutindo sua carreira, mas se recusando a falar sobre sua filha. Suas aparições eram populares; Lindsay Anderson observou que o público gostava de vê-la se comportando "tão malvada": "Eu sempre detestei isso porque ela foi encorajada a se comportar mal. E eu sempre a ouvia descrita por essa palavra horrível, mal-humorada".
Durante 1988 e 1989, Davis foi homenageada por suas realizações na carreira, recebendo o Prêmio de Legião de Honra, da França, o Campione d'Italia, da Itália, e o Prêmio de Contribuição em Vida da Sociedade do Cinema do Lincoln Center. Ela apareceu na televisão britânica em uma transmissão especial do South Bank Centre, discutindo sobre filmes e sua carreira, sendo o outro convidado o renomado diretor russo Andrei Tarkovsky.

## Vida pessoal

### Relacionamentos e casamentos
Ao frequentar a Cushing Academy, um internato em Ashburnham, Massachusetts, conheceu seu futuro marido, Harmon O. Nelson, conhecido como Ham. Casaram-se em 18 de agosto de 1932, em Yuma, Arizona. O casamento foi escrutinado pela imprensa; já que os ganhos de Ham, de US$ 100 por semana, estava em uma comparação desfavorável com a renda de Davis, de US$ 1 000 por semana. Davis abordou a questão em uma entrevista, apontando que muitas esposas de Hollywood ganhavam mais do que seus maridos, mas a situação se mostrou difícil para Nelson, que se recusou a permitir que Davis comprasse uma casa até que ele pudesse pagar por ela. Davis teve vários abortos durante o casamento. Em 1938, Harmon terminou seu casamento com Davis, alegando que ela lia demais. Em 7 de dezembro de 1938, o The New York Times noticiou em que Ham "geralmente apenas ficava lá sentado enquanto sua esposa lia em 'um grau desnecessário'". "Ela achava que seu trabalho era mais importante que seu casamento. Até insistia em ler livros ou manuscritos quando [Harmon] tinha convidados. Foi tudo muito perturbador".
Em contraste com o sucesso de Davis, Ham Nelson não conseguiu estabelecer uma carreira para si mesmo, o que fez seu relacionamento declinar. Ainda em 1938, depois de algumas brigas pela ausência de Davis no casamento, Nelson obteve evidências de que a esposa estava envolvida em um relacionamento sexual com Howard Hughes, e posteriormente pediu o divórcio, alegando "maneira cruel e desumana" da parte de Davis.
Durante as produções de "Jezebel" (1938), Davis entrou em um relacionamento com o diretor William Wyler. Mais tarde, ela o descreveu como o "amor da minha vida" e disse que fazer o filme com ele foi "o momento de felicidade mais perfeito em toda a minha vida".
Na gravação de "The Letter" (1940), Davis estava em um relacionamento com a ex-co-estrela George Brent, que a propôs em casamento. Davis recusou, pois havia conhecido Arthur Farnsworth, um estalajadeiro da Nova Inglaterra e filho de um dentista de Vermont. Davis e Farnsworth se casaram em Home Ranch, em Rimrock, Arizona, em dezembro de 1940, sendo esse seu segundo casamento.
Em agosto de 1943, Arthur desmaiou enquanto caminhava por uma rua de Hollywood e morreu dois dias depois. Uma autópsia revelou que sua queda foi causada por uma fratura no crânio que ele havia sofrido duas semanas antes. Davis testemunhou perante um inquérito que não sabia de nenhum evento que pudesse ter causado a lesão. Chegou-se a um veredito de morte acidental. Altamente perturbada e em luto, Davis tentou se retirar de seu próximo filme "Mr.  Skeffington" (1944), mas Jack Warner, que havia interrompido a produção após a morte de Farnsworth, a convenceu a continuar.
Em 1945, Davis se casou com o artista William Grant Sherry, seu terceiro marido, que trabalhava como massagista. Ela se sentiu atraída por ele porque ele alegou que nunca tinha ouvido falar dela e, portanto, não se sentia intimidado. Em 1947, aos 39 anos, Davis deu à luz a sua primeira e única filha biológica, Barbara Davis Sherry (conhecida como B.D.), e mais tarde escreveu em seu livro de memórias que ficou tão absorvida com a maternidade e considerou encerrar sua carreira. Como ela continuou fazendo filmes, no entanto, seu relacionamento com sua filha começou a se deteriorar, e sua popularidade com o público diminuiu constantemente. A década de 195 começou agitada para Davis, com a entrada no pedido de divórcio de seu terceiro marido, William.
Durante a produção de "All About Eve", ela estabeleceu o que se tornou uma amizade ao longo da vida com a co-estrela Anne Baxter e um relacionamento romântico com seu protagonista Gary Merrill.
Em 3 de julho de 1950, o divórcio de Davis e William Sherry foi finalizado e, em 28 de julho, se casou com Gary Merrill, seu quarto e último marido. Com o consentimento de Sherry, Merrill adotou B.D., filha de Davis com Sherry. Em janeiro de 1951, Davis e Merrill adotaram uma menina de cinco dias chamada Margot Mosher Merrill (nascida em 6 de janeiro de 1951). Davis e Merrill moravam com seus três filhos – em 1952, adotaram um menino, Michael (nascido em 5 de fevereiro de 1952).
Margot foi diagnosticada com lesão cerebral grave devido a uma lesão sofrida durante ou logo após seu nascimento, e foi colocada em uma instituição por volta dos 3 anos de idade. Davis e Merrill começaram a discutir com frequência, e B.D. mais tarde recordou episódios de abuso de álcool e violência doméstica.
À medida que sua carreira declinava, seu casamento continuou a se deteriorar até que ela pediu o divórcio em 1960. No ano seguinte, sua mãe morreu.
Durante a década de 1980, seu relacionamento com sua filha B.D. Hyman se deteriorou quando Hyman se tornou cristã e tentou persuadir Davis a seguir seu exemplo. Depois de terminar as gravações de "Murder with Mirrors" (1985), ela soube que Hyman havia publicado o livro "My Mother's Keeper", no qual ela narrava um relacionamento difícil entre mãe e filha e mostrava cenas do comportamento arrogante e bêbado de Davis.
Vários amigos de Davis comentaram que a descrição dos eventos feita por Hyman não era precisa; um disse que "muito do livro está fora de contexto". Mike Wallace retransmitiu uma entrevista de "60 Minutes" que ele havia filmado com Hyman alguns anos antes, na qual ela elogiou Davis por suas habilidades como mãe e disse que havia adotado muitos dos princípios de Davis ao criar seus próprios filhos.
Os críticos de Hyman observaram que Davis apoiou financeiramente a família Hyman por vários anos e tinha recentemente os salvado de perder sua casa. Apesar da amargura de seu divórcio anos antes, Gary Merrill também defendeu Davis. Entrevistado pela CNN, Merrill disse que Hyman foi motivada pela "crueldade e ganância". O filho adotivo de Davis, Michael Merrill, encerrou o contato com Hyman e se recusou a falar com ela novamente, assim como Davis, que a deserdou.
Em seu segundo livro de memórias "This 'n That" (1987), Davis escreveu: "Ainda estou me recuperando do fato de que um filho meu escreveria sobre mim pelas minhas costas, para não dizer nada sobre o tipo do livro que é. Eu nunca vou me recuperar tão completamente do livro de BD como me recuperei do derrame. Ambos foram experiências devastadoras". Suas memórias concluíram com uma carta para sua filha, na qual ela se dirigiu a ela várias vezes como Hyman, e descreveu suas ações como "uma flagrante falta de lealdade e agradecimento pela vida muito privilegiada que sinto que você recebeu". Ela concluiu com uma referência ao título do livro de Hyman: "Se você se refere a dinheiro, se minha memória não me falha, fui sua guardiã por todos esses anos. Continuo a fazê-lo, pois meu nome tornou seu livro sobre mim um sucesso".

### Doença e morte

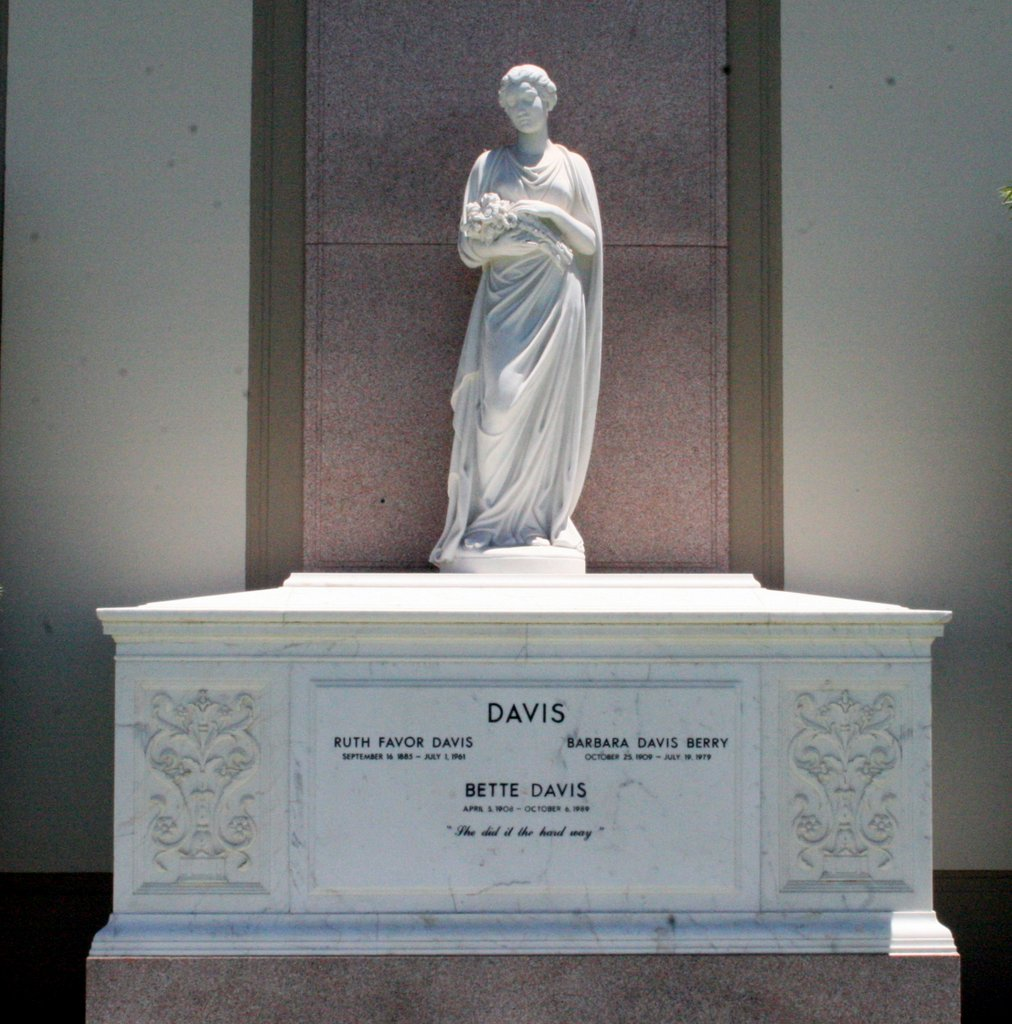
Túmulo de Davis no Forest Lawn Memorial Park, em Los Angeles.

Em 1983, depois de filmar o episódio piloto da série de televisão "Hotel", Davis foi diagnosticada com câncer de mama e passou por uma mastectomia. Duas semanas após a cirurgia, sofreu quatro derrames que causaram paralisia no lado esquerdo do rosto e no braço esquerdo, e a deixaram com a fala arrastada. Ela iniciou um longo período de fisioterapia e, auxiliada por sua assistente pessoal, Kathryn Sermak, recuperou-se parcialmente da paralisia. Mesmo tarde na vida, Davis fumava 100 cigarros por dia.
Davis desmaiou durante o American Cinema Awards em 1989, e mais tarde descobriu que seu câncer havia retornado. Ela se recuperou o suficiente para viajar para a Espanha, onde foi homenageada no Festival Internacional de Cinema de San Sebastián, mas durante sua visita, sua saúde se deteriorou rapidamente. Muito fraca para fazer a longa viagem de volta aos EUA, ela viajou para a França, onde morreu em 6 de outubro de 1989, às 23h35, no Hospital Americano em Neuilly-sur-Seine. Davis tinha 81 anos. Uma homenagem memorial foi realizada no palco 18 do Burbank Studio apenas para convidados, onde uma luz foi acesa sinalizando o fim da produção.
Foi sepultada no Cemitério de Forest Lawn, Hollywood Hills, Los Angeles, ao lado de sua mãe Ruthie e irmã Bobby, com seu nome em tamanho maior. Em sua lápide está escrito: "Ela fez do jeito difícil", um epitáfio que ela mencionou em seu livro de memórias "Mother Goddam", como tendo sido sugerido a ela por Joseph L. Mankiewicz logo após eles terem filmado "All About Eve".

## Recepção e legado
Em 1936, Graham Greene resumiu Davis:
"Mesmo o filme mais insignificante ... parecia temporariamente melhor do que eram por causa daquela voz precisa e nervosa, o cabelo louro acinzentado, os olhos arregalados e neuróticos, uma espécie de beleza corrupta e fosforescente ... Prefiro ver a srta. Davis do que qualquer número de filmes competentes".
Em 1964, Jack Warner falou da "qualidade mágica que transformou essa garotinha às vezes sem graça e nada bonita em uma grande artista", e em uma entrevista de 1988, Davis observou que, ao contrário de muitos de seus contemporâneos, ela forjou uma carreira sem o benefício da beleza. Ela admitiu que ficou apavorada durante a realização de seus primeiros filmes e que se tornou difícil por necessidade. "Até que você seja conhecido na minha profissão como um monstro, você não é uma estrela", disse ela, "[mas] eu nunca lutei por nada de maneira traiçoeira. Eu nunca lutei por nada além do bem do filme". Durante as filmagens de "All About Eve" (1950), Joseph L. Mankiewicz contou a ela sobre a percepção em Hollywood de que ela era difícil, e ela explicou que quando o público a viu na tela, eles não consideraram que sua aparência foi o resultado de inúmeras pessoas trabalhando nos bastidores. Se ela fosse apresentada como 'uma bunda de cavalo ... quarenta pés de largura e trinta pés de altura', isso é tudo o que o público 'veria ou se importaria'".
Embora elogiada por suas realizações, Davis e seus filmes foram às vezes ridicularizados; Pauline Kael descreveu "Now, Voyager" (1942) como um "lixo clássico", e em meados da década de 1940, suas performances às vezes educadas e histriônicas tornaram-se objeto de caricatura. Edwin Schallert, para o Los Angeles Time, elogiou o desempenho de Davis em "Mr.  Skeffington" (1944), enquanto observava: "Os mímicos vão se divertir mais do que uma caixa de macacos imitando a senhorita Davis"; e Dorothy Manners, no Los Angeles Examiner, disse sobre sua atuação no mal recebido "Beyond the Forest" (1949): "Nenhum performista de boate jamais se transformou em uma imitação tão cruel dos maneirismos de Davis, já que Bette se transforma nela mesma nesse filme". A revista Time observou que Davis era compulsivamente assistível, mesmo enquanto criticava sua técnica de atuação, resumindo sua atuação em "Dead Ringer" (1964) com a observação: "Sua atuação, como sempre, não é realmente atuação: É vergonhoso de se exibir. Mas tente desviar o olhar!".
Davis atraiu seguidores na subcultura gay, e foi frequentemente imitada por transformistas, como Tracey Lee, Craig Russell, Jim Bailey, e Charles Pierce. Tentando explicar sua popularidade com o público gay, o jornalista Jim Emerson escreveu: "Era apenas uma figura camp porque seu estilo frágil e melodramático de atuação não envelheceu bem? Ou será que ela era 'maior que a vida', uma mulher forte que sobreviveu? Provavelmente alguns dos dois".
Suas escolhas de filmes eram muitas vezes não convencionais: Davis buscava papéis como mulheres manipuladoras e assassinas em uma época em que as atrizes geralmente preferiam interpretar personagens simpáticas, e ela se destacava neles. Davis favoreceu a autenticidade sobre o glamour, e estava disposta a mudar sua própria aparência se combinasse com o personagem.

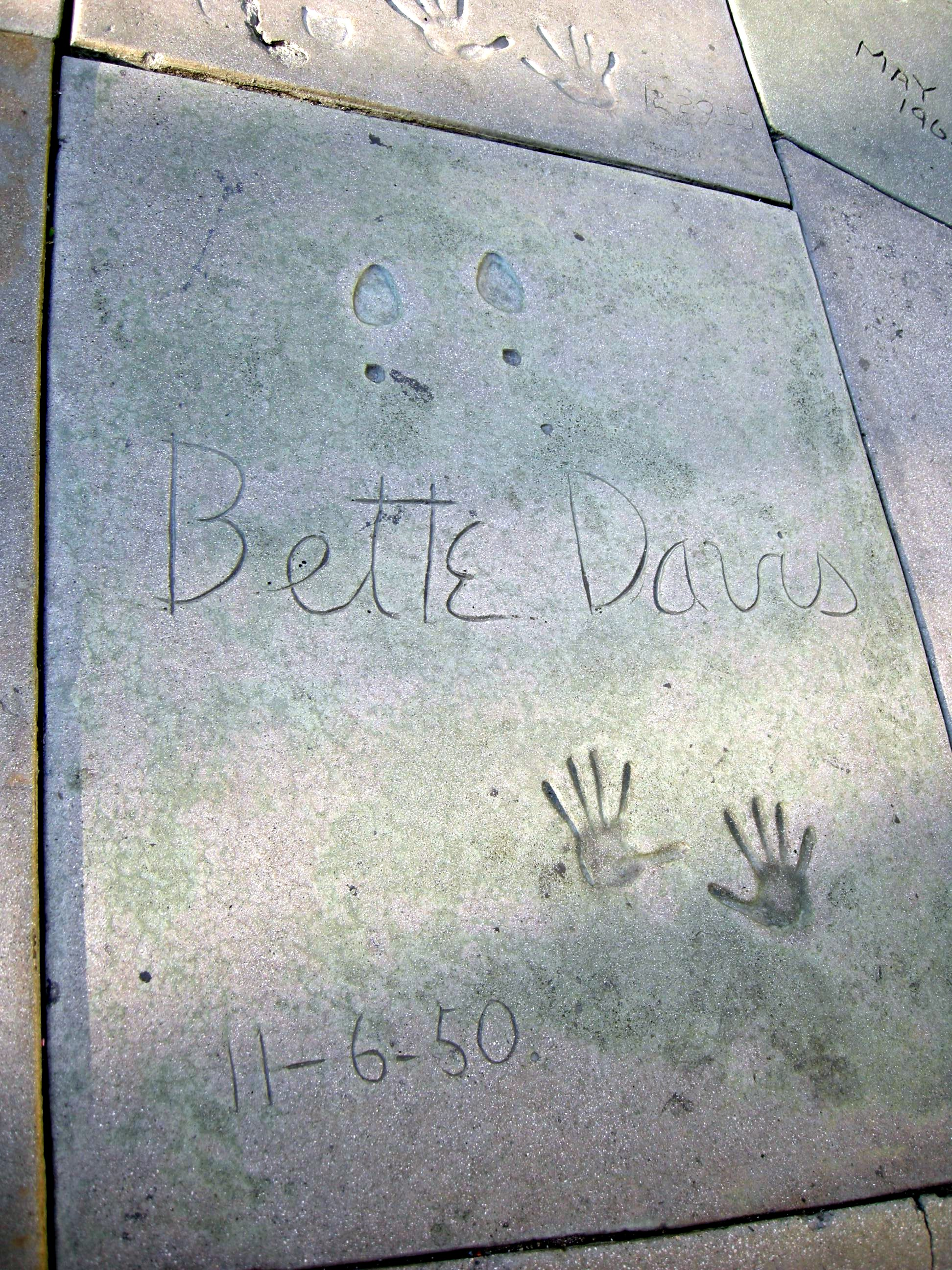
Pegadas e assinatura de Davis na Calçada da Fama do Teatro Chinês.

Ao entrar na velhice, Davis foi reconhecida por suas realizações. John Springer, que organizou suas palestras no início dos anos 1970, escreveu que, apesar das realizações de muitos de seus contemporâneos, Davis era "a estrela dos anos trinta e quarenta", alcançando notabilidade pela variedade de suas caracterizações e sua habilidade para se afirmar, mesmo quando o material em suas mãos era medíocre. Suas performances individuais continuaram a receber elogios; em 1987, Bill Collins analisou "The Letter" (1940) e descreveu seu desempenho como "uma conquista brilhante e sutil", e escreveu: "Bette Davis faz de Leslie Crosbie uma das mulheres mais extraordinárias do cinema". Em uma crítica de 2000 para "All About Eve" (1950), Roger Ebert observou: "Davis era uma personagem, um ícone com um grande estilo; então, até seus excessos são realistas". Em "A Casa de Cera" (2005), em sua tentativa de se misturar com as outras figuras de cera no cinema local, a personagem principal teve que se sentar e assistir uma cena de "What Ever Happened to Baby Jane?". Em 2006, a revista Premiere classificou sua interpretação de Margo Channing em "All About Eve" como a quinta na lista das 100 Maiores Performances de Todos os Tempos, comentando: "Há algo deliciosamente audacioso em sua disposição alegre de interpretar emoções tão pouco atraentes, como o ciúme, a amargura e a carência". Ao revisar "What Ever Happened to Baby Jane?" (1962) em 2008, Ebert afirmou que "ninguém que viu o filme jamais a esquecerá".
Poucos meses antes de sua morte em 1989, Davis foi um dos vários atores que apareceram na capa da revista Life. Em uma retrospectiva cinematográfica que celebrou os filmes e estrelas de 1939, Life concluiu que Davis foi a atriz mais importante de sua época, e destacou "Dark Victory" (1939) como um dos filmes mais importantes daquele ano. Sua morte foi notícia de primeira página em todo o mundo como o "encerramento de mais um capítulo da Era de Ouro de Hollywood". Angela Lansbury resumiu o sentimento daqueles da comunidade de Hollywood que compareceram ao seu serviço memorial, comentando, depois que uma amostra dos filmes de Davis foi exibida, que eles testemunharam "um extraordinário legado de atuação no século 20 por uma verdadeira mestra no ofício" que deve fornecer "incentivo e ilustração para as futuras gerações de aspirantes a atores".
Em 1977, Davis se tornou a primeira mulher a ser homenageada com o Prêmio de Contribuição em Vida, do Instituto Americano de Cinema. Em 1999, o Instituto publicou sua lista das "50 maiores lendas do cinema", a fim de aumentar a conscientização pública e a valorização dos filmes clássicos. Das 25 atrizes listadas, Davis ficou em segundo lugar, atrás somente de Katharine Hepburn.
O Serviço Postal dos Estados Unidos homenageou Davis com um selo postal comemorativo em 2008, marcando o 100º aniversário de seu nascimento. O selo apresenta uma imagem dela no papel de Margo Channing. A celebração do "First Day of Issue" ocorreu em 18 de setembro de 2008, na Universidade de Boston, que abriga um extenso arquivo de Davis. Os palestrantes em destaque incluíram seu filho Michael Merrill e Lauren Bacall. Em 1997, os executores de seu espólio, Merrill e Kathryn Sermak, sua ex-assistente, estabeleceram a "Fundação Bette Davis", que concede bolsas de estudos para atores e atrizes promissores.
A jornalista Jeanine Basinger do The New York Times escreveu:
"Certa vez, fui a eleita para informá-la de que ela não podia fumar em um jantar em homenagem a Frank Capra, cuja esposa asmática, Lu, havia guardado seu tanque de oxigênio debaixo da mesa. "Bem, tire ela daqui!" Davis gritou para mim, por meio de uma solução sugerida". 
Em 2017, Sermak publicou o livro de memórias "Miss D & Me: Life With the Invincible Bette Davis", um livro que Davis havia solicitado para Sermak escrever, detalhando seus anos passados juntos.

## Principais prêmios e indicações

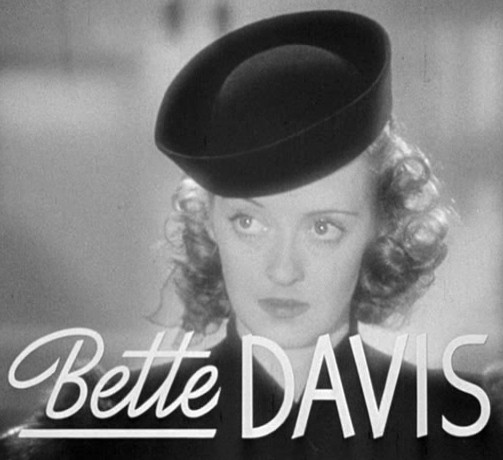
Davis no trailer de "Dark Victory" (1939), em que ganhou uma de suas outras 11 performances indicadas ao Oscar.

### Academia de Artes e Ciências Cinematográficas
Davis recebeu dez nomeações oficiais na categoria de melhor atriz e uma sem estar nos boletins de voto (as regras da Academia permitiram que tal exceção acontecesse no Oscar 1935). Até 2010, só duas atrizes tiveram tantas nomeações nessa categoria: Katharine Hepburn (12) e Meryl Streep (16, e mais três como atriz coadjuvante).
- Oscar (Estados Unidos)

| Ano  | Categoria    | Filme                              | Resultado              |
| ---- | ------------ | ---------------------------------- | ---------------------- |
| 1934 | Melhor Atriz | Escravos do Desejo                 | Indicada (Não-oficial) |
| 1935 | Melhor Atriz | Perigosa                           | Venceu                 |
| 1938 | Melhor Atriz | Jezebel                            | Venceu                 |
| 1939 | Melhor Atriz | Vitória Amarga                     | Indicada               |
| 1940 | Melhor Atriz | A Carta                            | Indicada               |
| 1941 | Melhor Atriz | Pérfida                            | Indicada               |
| 1942 | Melhor Atriz | A Estranha Passageira              | Indicada               |
| 1944 | Melhor Atriz | Vaidosa                            | Indicada               |
| 1950 | Melhor Atriz | A Malvada                          | Indicada               |
| 1952 | Melhor Atriz | Lágrimas Amargas                   | Indicada               |
| 1962 | Melhor Atriz | O Que Terá Acontecido a Baby Jane? | Indicada               |

### Festival de Cinema de Veneza
- Coppa Volpi (Itália)

| Ano  | Categoria    | Filme                | Resultado |
| ---- | ------------ | -------------------- | --------- |
| 1937 | Melhor Atriz | Talhado Para Campeão | Venceu    |

### Festival de Cinema de Cannes(França)
| Ano  | Categoria    | Filme     | Resultado |
| ---- | ------------ | --------- | --------- |
| 1951 | Melhor Atriz | A Malvada | Venceu    |

### BAFTA(Reino Unido)
| Ano  | Categoria                | Filme                              | Resultado |
| ---- | ------------------------ | ---------------------------------- | --------- |
| 1964 | Melhor Atriz Estrangeira | O Que Terá Acontecido a Baby Jane? | Indicada  |

### César(França)
| Ano  | Categoria       |
| ---- | --------------- |
| 1986 | César Honorário |

### Globo de Ouro(EUA)
| Ano  | Categoria                          | Filme                              | Resultado |
| ---- | ---------------------------------- | ---------------------------------- | --------- |
| 1950 | Melhor Atriz em Filme Dramático    | A Malvada                          | Indicada  |
| 1961 | Melhor Atriz em Comédia ou Musical | Dama Por um Dia                    | Indicada  |
| 1962 | Melhor Atriz em Filme Dramático    | O Que Terá Acontecido a Baby Jane? | Indicada  |
| 1974 | Prêmio Cecil B. DeMille            | Conjunto da obra                   | Venceu    |

### Associação de Críticos de Nova Iorque(EUA)
| Ano  | Categoria    | Filme     | Resultado |
| ---- | ------------ | --------- | --------- |
| 1950 | Melhor Atriz | A Malvada | Venceu    |

## Na cultura popular
- Bette Davis foi homenageada por Donna Weiss e Jackie DeShannon com a canção Bette Davis Eyes, de 1974, regravada em 1981 por Kim Carnes, onde alcançou enorme sucesso.
- A música Vogue de Madonna, de 1990, que traz um verso "Bette Davis, we love you" ("Bette Davis, nós te amamos").
- O nome de Bette Davis foi citado na canção Desolation Row, de Bob Dylan, no álbum "Highway 61 Revisited".